# Culfreda
El Culfreda o pic de Culfreda (a França conegut com a Batoua) és una muntanya de 3.034 m d'altitud, amb una prominència de 604 m, que es troba al massís de Bachimala, entre Aragó i França. La cresta del Culfreda la formen els cims de la Punta de Cabalera o pic Cauarère (2.899 m), el Culfreda SO o pic de Batoua Occidental (3.034 m), el pic Central de Culfreda o Batoua Central (3.028 m) i el pic NE de Culfreda o Batoua Nord-Est (3.032 m).

## Coordenades
- Culfreda: 42° 42′ 42.05″ N, 0° 20′ 25.87″ E / 42.7116806°N,0.3405194°E
- Pic Cauarére:
- Culfreda Central: 42° 42′ 39.23″ N, 0° 20′ 21.46″ E / 42.7108972°N,0.3392944°E
- Culfreda NE: 42° 42′ 41.86″ N, 0° 20′ 27.46″ E / 42.7116278°N,0.3409611°E